# Dassel (Patriziergeschlecht)

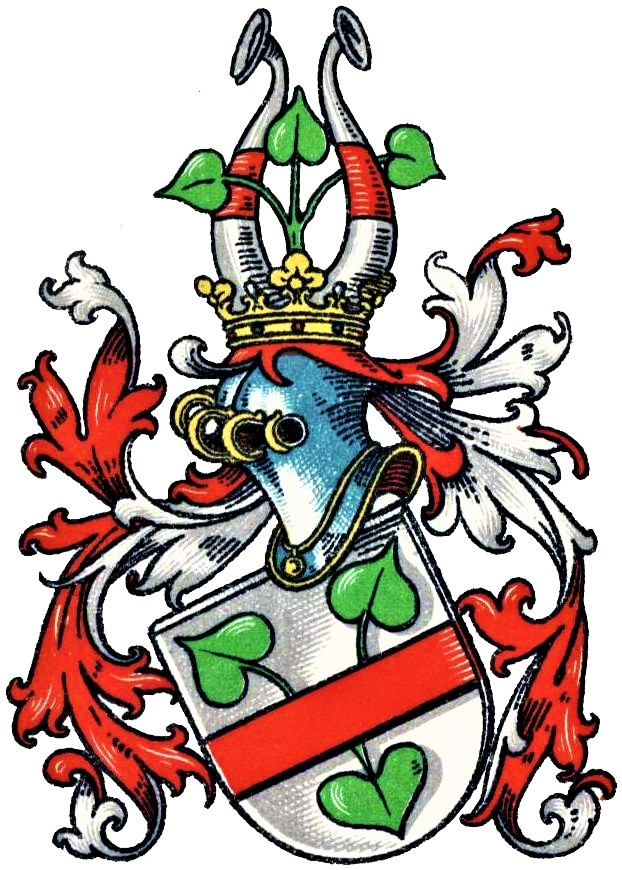
Wappen derer von Dassel

Dassel (bis ins 20. Jahrhundert auch Dassel-Wellersen) ist der Name eines niedersächsischen Adelsgeschlechts, das sich nach der Stadt Dassel, dem Stammsitz der ausgestorbenen Grafen von Dassel nennt. Das Geschlecht lässt sich bis in das 13. Jahrhundert zurückverfolgen und verzweigte sich seitdem mehrfach. Bedeutendster Zweig war ein in Lüneburg ansässiges Patriziergeschlecht.

## Geschichte
Das Geschlecht erscheint erstmals urkundlich um 1230 mit Hermannus de Dasle im Gefolge der Grafen von Dassel. Am 29. Juli 1348 wird Mechthildis, die Tochter des Ritters Hermann von Dasle, urkundlich erwähnt. Die von Dassel erarbeiteten sich im 14. und 15. Jahrhundert im Umland von Einbeck umfangreichen Lehens- und Allodialbesitz. Die ununterbrochene Stammreihe beginnt mit dem Einbecker Bürger Hermannus de Dasle, der 1359 als Käufer in Hoppensen genannt wird.
Die Familie errichtete 1600 in Einbeck ein großes Bürgerhaus, dessen 1317 erbauter Vorgängerbau 1540 abgebrannt war. Dieses Steinerne Haus bewohnten Familienmitglieder über mehrere Generationen. Es wurde 1803 von Forstmeister Friedrich Thedel von Dassel († 1837), Maire in Rotenkirchen, an einen Kaufmann namens Krome verkauft. Im Hinterhof des Hauses betrieben die Söhne des Kaufmanns ab 1866 eine Weberei. Nach einem technischen Defekt brannten Weberei und Haus 1906 ab.
Die Linie Lüneburg kam durch Tätigkeiten an der Lüneburger Saline zu finanziellem Erfolg und dadurch auch zu politischem Einfluss. Sie besaß ein großes Patrizierhaus und starb im 19. Jahrhundert aus.
Zudem war zeitweise ein Zweig derer von Dassel in Riga ansässig, wo sich im Silberschatz der Schwarzhäupter ihr Wappen auf einem Prunkstück von 1676 erhalten hat.
Am 30. November 1872 erging die preußische Genehmigung zur Namensführung Dassel-Wellersen.
Auszug aus der Stammliste mit Wohnort:
Hermann von Dassel ⚭ Mya Junge, Ahnherr Derer von Dassel, Einbeck
1. Dietrich von Dassel († 1444) ⚭ Mette von Uslar, Einbeck
  1. Drudeke von Dassel, Kloster Höckelheim, Nonne
  2. Dietrich II. von Dassel († 1490) ⚭ Mette von Junge, Ahnherr des Lüneburger Zweiges, Ratsherr in Lüneburg
    1. Albrecht von Dassel († 1506) ⚭ Sophie von Stöteroggen, Lüneburg
      1. Dietrich III. von Dassel ⚭ Gesche von Uslar, Einbeck
      2. Lutke von Dassel (1474–1537), Lüneburg, Bürgermeister
        1. Christoph von Dassel († 1569), Lüneburg
          1. Lutke III. von Dassel († 1609), Lüneburg, Bürgermeister

        2. Johannes von Dassel († 1575), Lüneburg
          1. Georg II. von Dassel († 1635), Lüneburg, Bürgermeister

        3. Lutke II. von Dassel († 1591), Lüneburg
          1. Hartwig von Dassel (1557–1608), Lüneburg, Rat

        4. Franz I. von Dassel († 1565), Lüneburg, Bürgermeister
          1. Johannes von Dassel († 1577), Einbeck, Mordopfer

        5. Georg I. von Dassel († 1569), Lüneburg
          1. Franz II. von Dassel († 1626), Einbeck, Kanoniker in Bardowick
          2. Georg III. von Dassel († 1626), ⚭ Dorothea Raven († 1588), ⚭ Ilse von Vahlberg, Gründer von Hoppensen
            1. Georg Jeremias von Dassel († 1667) ⚭ Eva Heistermann von Ziehlberg († 1667)
              1. Johann Gottfried Christoph († 1696), Wellersen
              2. Heinrich Jeremias († 1709), Einbeck, Hoppensen

Eine urkundliche Erwähnung im Jahr 1334 eines Dieterich von Dassel, Kanoniker im Merseburger Dom, ließ sich nicht in diese Stammliste einfügen. Gleiches gilt für einen 1298 in Rostock beurkundeten Johann von Dassel.

## Wappen
Das Stammwappen zeigt in Silber einen roten Balken vor drei in ein Schächerkreuz gestellten grünen Lindenblättern. Auf dem Helm mit rot-silbernen Decken ein wachsender dreiblättriger Lindenzweig zwischen zwei je mit einem roten Balken belegten silbernen Büffelhörnern.

## Bekannte Familienmitglieder
- Lutke von Dassel (1474–1537), deutscher Politiker
- Hartwig von Dassel (1557–1608), Ratsherr und Autor mehrerer Schriften der Rechtswissenschaft
- Albrecht von Dassel (1602–1657), Ratsherr der Hansestadt Lübeck
- Georg von Dassel (1629–1687), deutscher Politiker
- Margareta I. von Dassel (1606–1667), Äbtissin im Kloster Medingen[8]
- Margareta II. von Dassel (1640–1680), Äbtissin im Kloster Medingen[9]
- August von Dassel (1784–1868), preußischer Generalmajor
- Gustav Adolph von Dassel (1816–1894), Landstallmeister am Hauptgestüt Trakehnen
- Ernst von Dassel (1848–1918), preußischer Generalmajor
- Hanno von Dassel (1850–1918), preußischer Generalleutnant
- Hartwig von Dassel (1861–1933), preußischer Konteradmiral der Kaiserlichen Marine
- Johann von Dassel (1781–1859), deutscher Politiker und Bürgermeister
- Johannes von Dassel (1863–1928), deutscher General der Infanterie
- Georg Dassel (1852–1934), deutscher Marmorfabrikant und Eigentümer des Haus Dassel